# Avondhandschoen

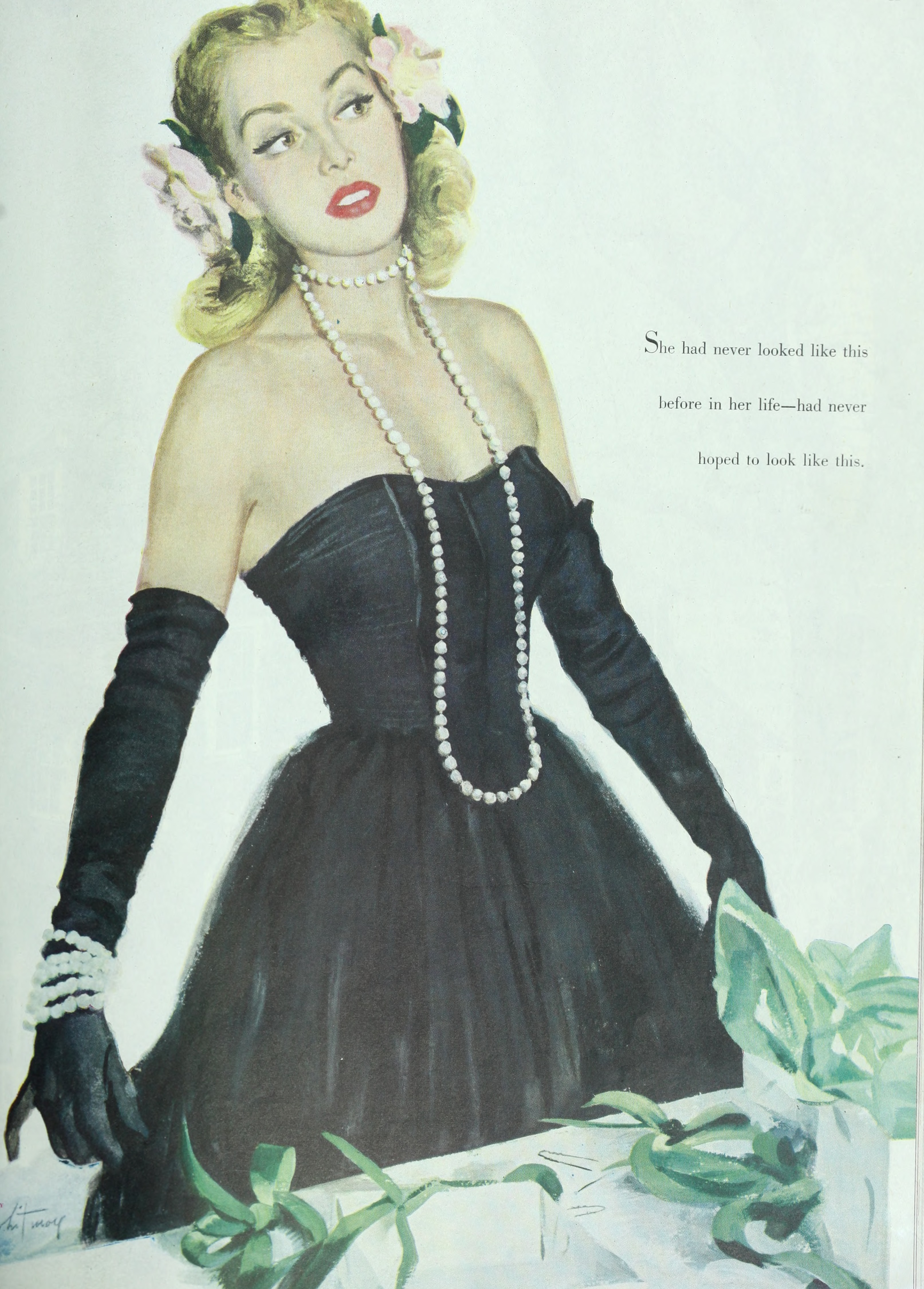
Uit Ladies' Home Journal, 1948

Avondhandschoenen zijn lange dameshandschoenen die tot de elleboog reiken en meestal worden gedragen bij formele kleding zoals een avondjurk. Langere tot halverwege de bovenarm heten ook wel operahandschoenen. Ze werden vroeger vooral gemaakt van leer of zijde, later ook van andere stoffen zoals katoen of nylon. Avondhandschoenen werden reeds gedragen in het napoleontische tijdperk en zijn door de eeuwen heen een symbool geworden voor vrouwelijke elegantie en sensualiteit.

## Geschiedenis

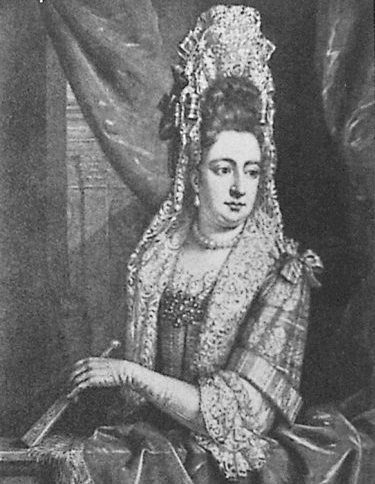
Maria II met handschoenen reikend tot de elleboog, ca. 1690

Hoewel handschoenen al langer werden gedragen, vindt het kledingstuk dat we tegenwoordig als avondhandschoen kennen zijn oorsprong waarschijnlijk ergens in de late 16e of vroege 17e eeuw. Bekend is in ieder geval een portret van Maria II van Engeland uit circa 1690 waarin ze lange handschoenen op ellebooghoogte draagt. Handschoenen tot boven de elleboog begonnen voor het eerst in de mode te raken in het regency- en napoleontische tijdperk (circa 1800-1825). In de decennia daarna namen ze tijdelijk in populariteit af, mede omdat langere mouwen toen in de mode waren.
Vanaf ongeveer 1870, de tweede helft van het victoriaanse tijdperk, genoten de handschoenen opnieuw grote populariteit. Ze bereikten het toppunt van de mode in het edwardiaanse tijdperk (1901-1910).
In die periode was het voor de hogere klassen de standaard om buitenshuis handschoenen te dragen, zowel overdag als 's avonds. De etiquette beschouwde handschoenen als verplichte accessoires voor zowel mannen als vrouwen. Omdat avondjurken in de jaren 1870 kortere mouwen of pofmouwen hadden, gingen dames bij avondkleding overeenkomstig langere handschoenen dragen, van ellebooglengte of langer. Ze werden zo gedragen dat ze wat los om de armen vielen, met de stof op de armen licht gerimpeld. De uiteinden werden over de mouwen heen getrokken of eronder gestoken. De handschoenen waren meestal gemaakt van leer en waren wit of van een andere lichte kleur. Donkere en felle kleuren werden beschouwd als ordinair.
De introductie van avondhandschoenen in de Verenigde Staten in deze periode wordt wel toegeschreven aan Sarah Bernhardt. Eveneens van grote invloed was Lillian Russell. Beide actrices droegen ze veelvuldig tijdens optredens en daarbuiten. Avondhandschoenen werden ook veelvuldig gedragen door entertainers als cancan-dansers en burlesque-performers.

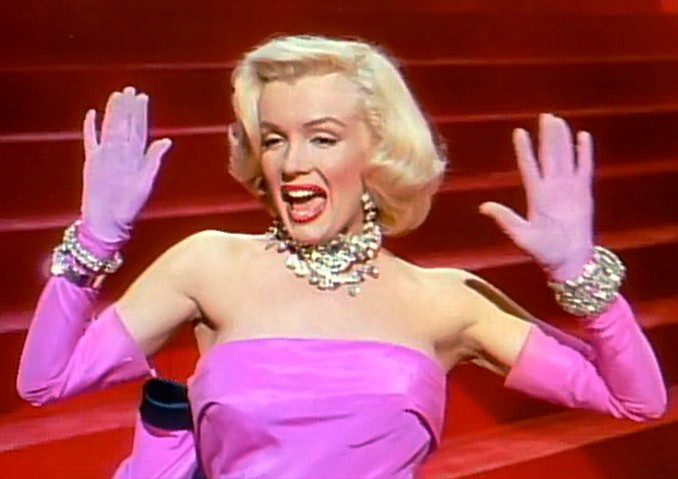
Marilyn Monroe met operahandschoenen, in Gentlemen Prefer Blondes

De avondhandschoen is in de decennia na de Eerste Wereldoorlog in verschillende mate nog populair geweest als modeaccessoire, het meest in de jaren 1940 tot begin jaren 1960, maar wordt tot op de dag van vandaag nog gebruikt door vrouwen die een elegant accent aan hun formele kleding willen geven. De handschoenen hebben verschillende keren een kleine opleving gehad in de mode, en waren populair in haute-couturecollecties aan het eind van de jaren 2000.
In de populaire cultuur zijn waarschijnlijk de meest iconische voorbeelden van dragers van operahandschoenen die van Rita Hayworth in Gilda (1946), Marilyn Monroe in Gentlemen Prefer Blondes (1953), Assepoester in de Disneyfilm Assepoester (1950) en Audrey Hepburn in Breakfast at Tiffany's (1961).
Avondhandschoenen zijn nog steeds gebruikte accessoires voor bruids- en baljurken bij bruiloften, bals, debutantenbals, proms en quinceañera's.

## Soorten

Mousquetaires

### Mousquetaires
Een speciaal type avondhandschoen, de mousquetaire, is een avondhandschoen met een opening aan de binnenkant van de pols die met drie knopen kan worden gesloten. Het biedt de drager de mogelijkheid de handen uit de handschoen te halen zonder de handschoen te hoeven uittrekken. Dit was met name handig bij eetgelegenheden, waarbij het gebruikelijk was geen handschoenen aan te hebben. Bij een diner konden de handen door de opening naar buiten worden gestoken. Het handgedeelte van de handschoen kon bij de pols naar binnen worden gestopt. De mousquetaire is oorspronkelijk afgeleid van de handschoenen die Franse musketiers rond de 17e eeuw droegen.

## Afbeeldingen

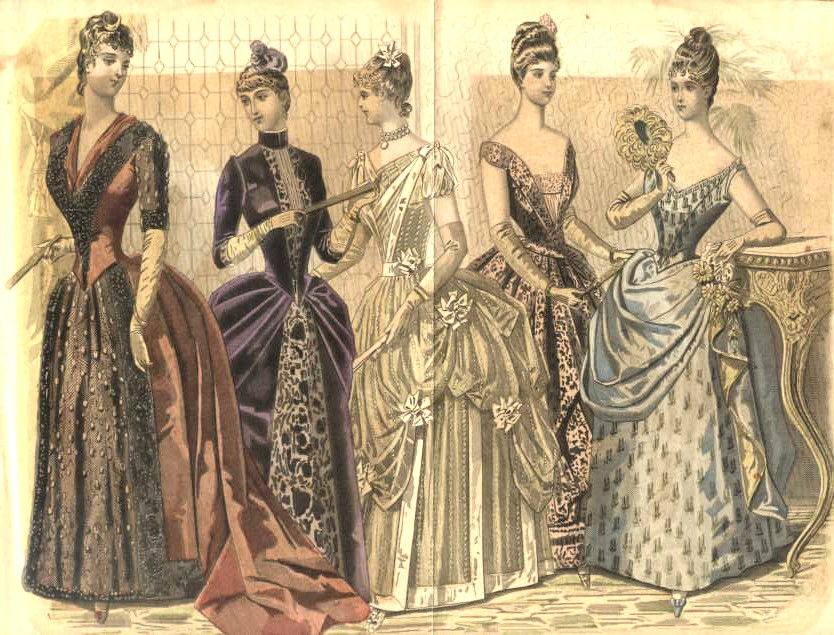
Damesmode in 1888
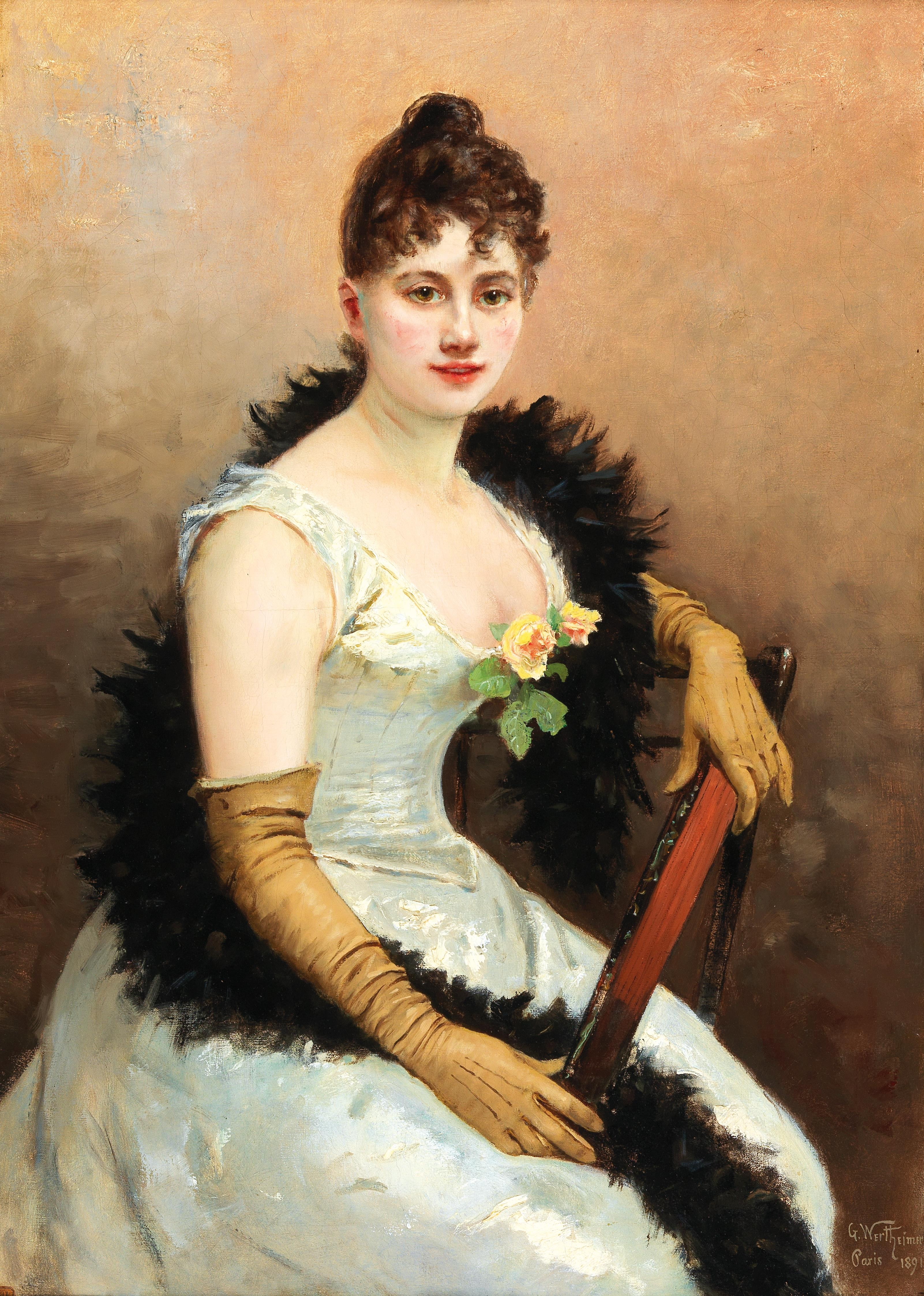
Society lady met veren boa (1891)
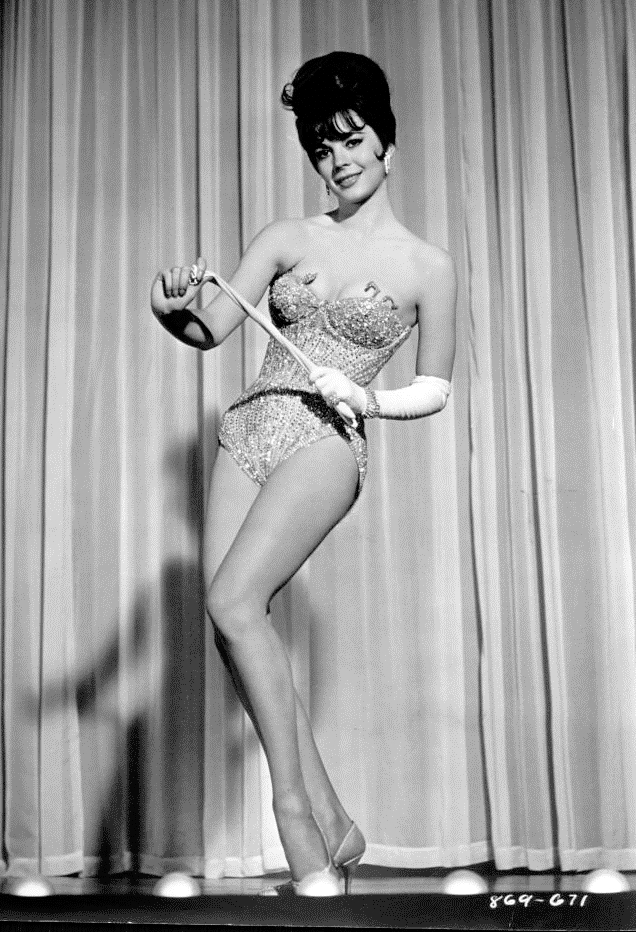
Natalie Wood speelt stripper Gypsy Rose Lee in 1962
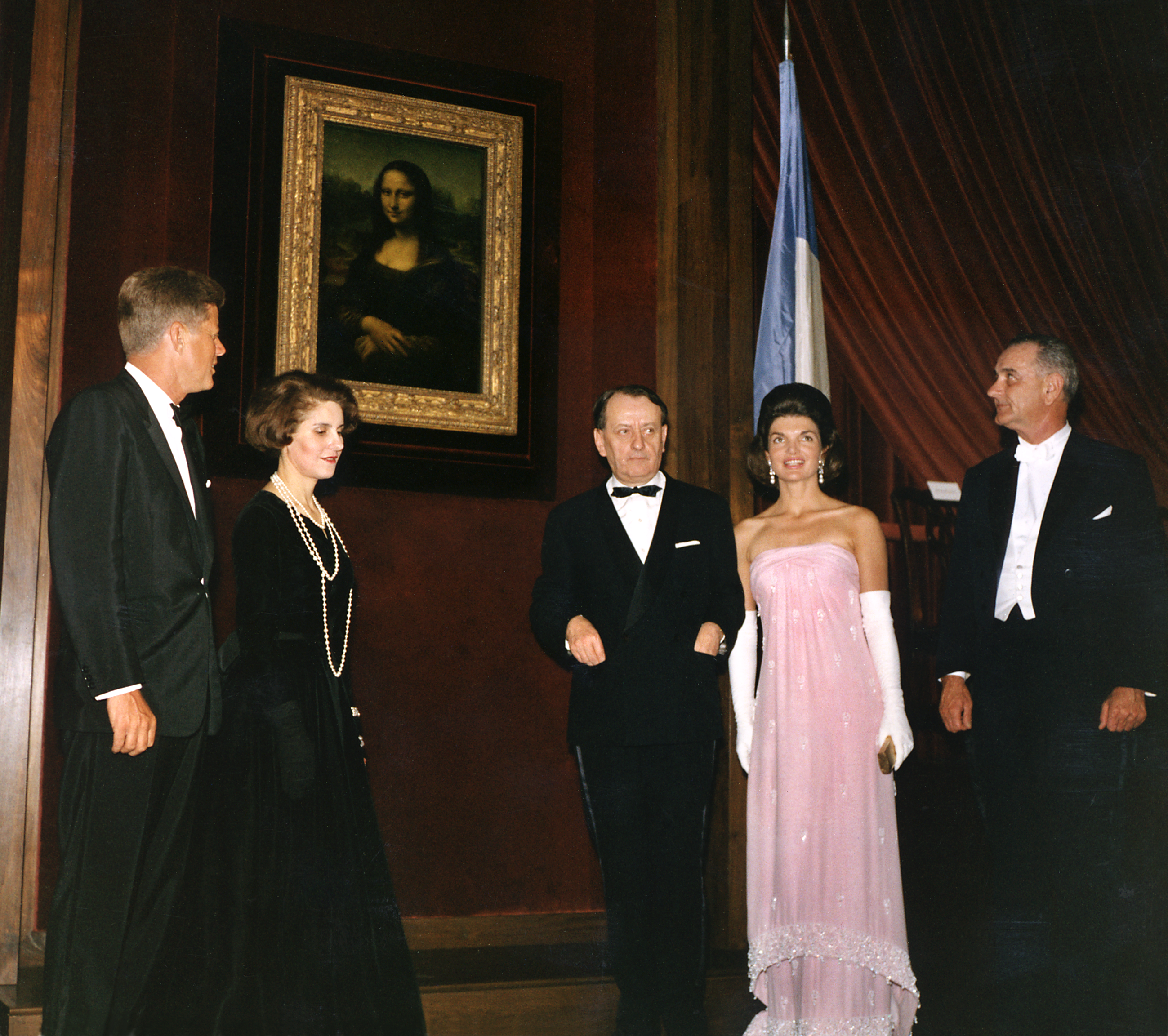
Jacqueline Kennedy bij een tentoonstelling van de Mona Lisa in de National Gallery of Art in Washington D.C. (1963)
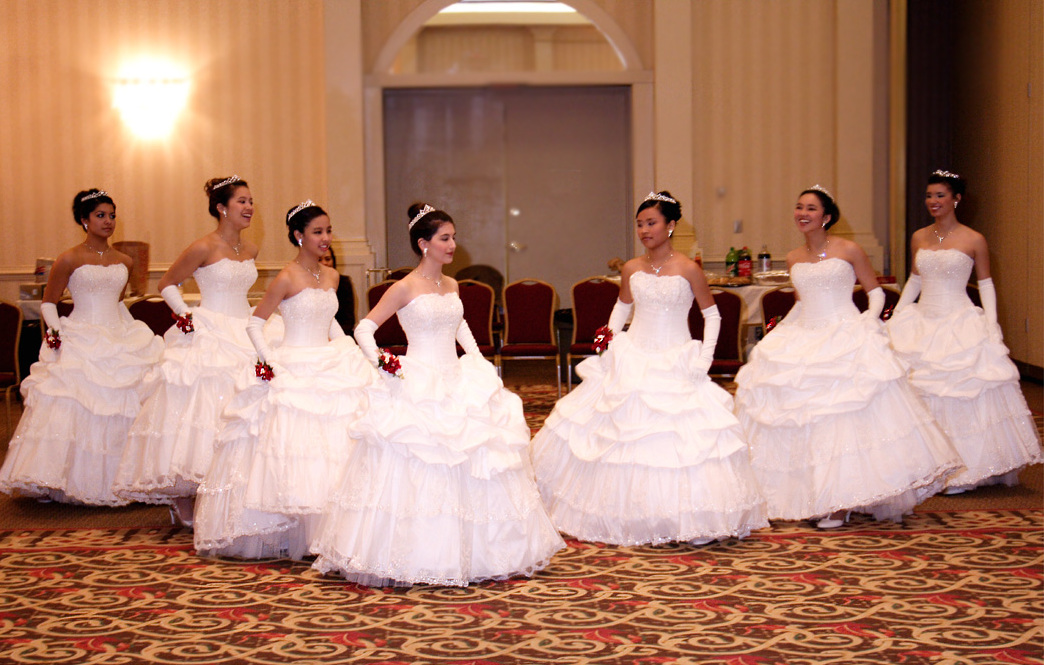
Debutantes tijdens een generale repetitie